# Jean-Maurice Oulouma
Pas d'image ? Cliquez ici

a Compétitions nationales et continentales officielles uniquement.

b Matchs officiels uniquement.
Jean-Maurice Oulouma, né le 12 mars 1983, est un joueur de rugby à XV international ivoirien évoluant au poste de trois-quarts centre ou aile.